# ماكس لوفيرا
ماكس لوفيرا (8 يناير 1997 بأندورا لا فيلا في أندورا - ) هو لاعب كرة قدم أندوري في مركز الدفاع. شارك مع منتخب أندورا تحت 17 سنة لكرة القدم ومنتخب أندورا تحت 19 سنة لكرة القدم ومنتخب أندورا تحت 21 سنة لكرة القدم ومنتخب أندورا لكرة القدم. أما مع النوادي، فقد لعب مع نادي ليدا.

## وصلات خارجية
- ماكس لوفيرا على موقع الاتحاد الدولي (مؤرشف)  (الإنجليزية)
- ماكس لوفيرا على موقع الاتحاد الأوربي (الإنجليزية)
- ماكس لوفيرا على موقع إي إس بي إن إف سي (الإنجليزية)
- ماكس لوفيرا على موقع قاعدة بيانات كرة القدم.إي يو (الإنجليزية)
- ماكس لوفيرا على موقع ليكيب (الفرنسية)
- ماكس لوفيرا على موقع ناشيونال فوتبول تيمز (الإنجليزية)
- ماكس لوفيرا على موقع Soccerway.com (الإنجليزية)
- ماكس لوفيرا على موقع عالم كرة القدم.نت (الإنجليزية)